# بابی گرنی
بابی گرنی (به انگلیسی: Bobby Gurney) بازیکن فوتبال زادهٔ ۱۳ اکتبر ۱۹۰۷ اهل انگلستان بود که سابقهٔ بازی در تیم ملی فوتبال انگلستان را در کارنامهٔ خود دارد. وی در تاریخ ۶ آوریل ۱۹۳۵ تنها بازی ملی خود را در مقابل تیم ملی فوتبال اسکاتلند انجام داد.